# London Scottish (régiment)
Pour les articles homonymes, voir London Scottish (homonymie).

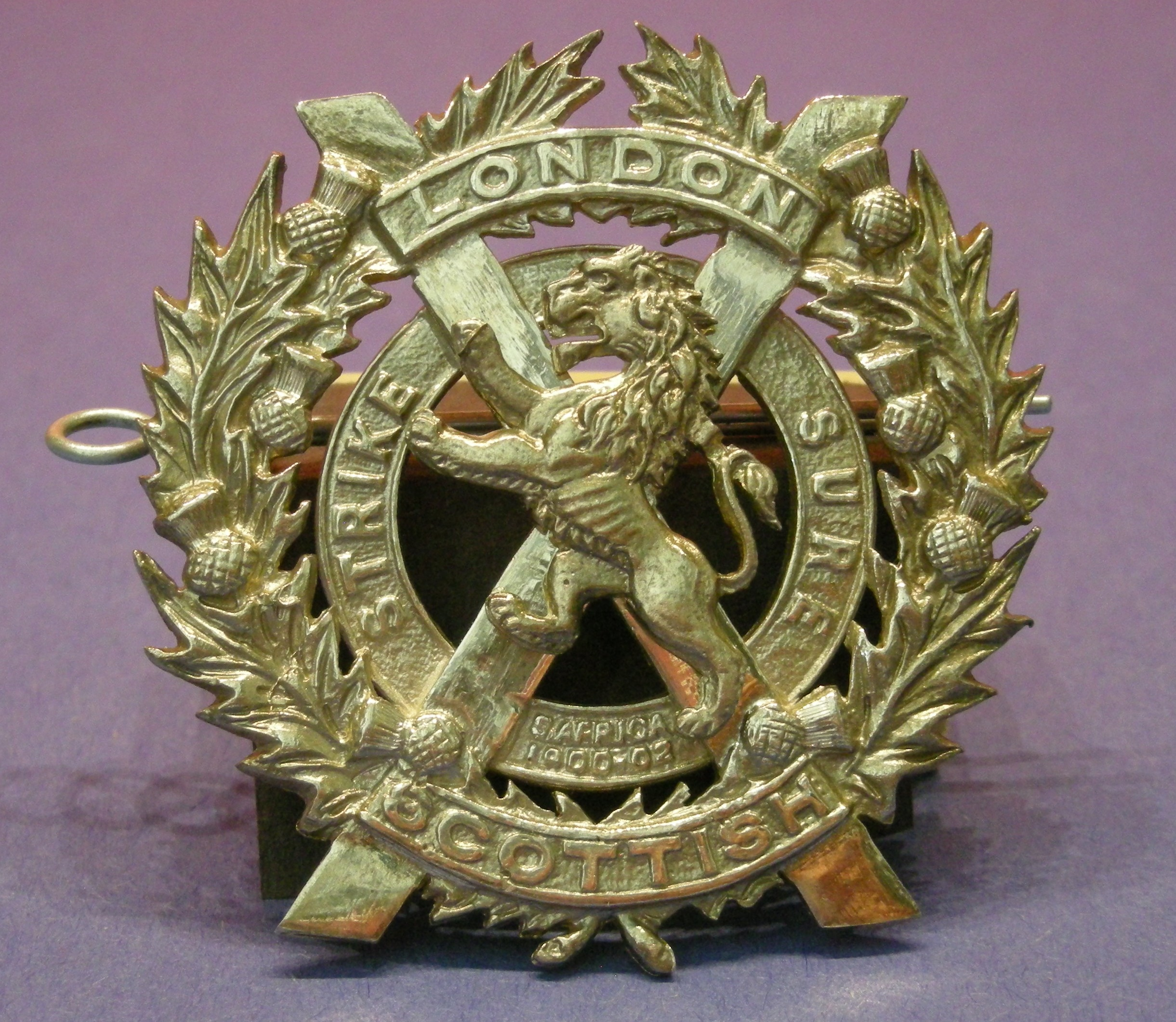
Insigne de casquette du Régiment

Le London Scottish est un régiment d'infanterie volontaire de l'armée britannique. Anciennement un régiment, l'unité est maintenant 'A' (London Scottish) Company du London Regiment (en).

## Histoire
Formation
Le régiment a été fondé à la suite de la formation de la Volunteer Force (en) en 1860.